# Amt Kislau
Das Amt Kislau war seit der Mitte des 14. Jahrhunderts im Schloss Kislau ein Amtssitz des Hochstifts Speyer und hatte anfänglich die Stellung eines Oberamtes, bis es ab 1379 ein Unteramt der Landfautei am Bruhrain wurde. Da es als Unteramt  keine große Bedeutung hatte, standen ihm bürgerliche Beamte vor.

## Unteramt des Hochstifts Speyer
Als das Schloss Kislau 1675 von den Franzosen geschleift wurde, kam der Amtssitz nach Rotenberg, wo sich bereits eine Amtskellerei des Hochstifts befand. 1762 wurde Kislau erneut zum Oberamt und zweitwichtigster Amtsbezirk  des Hochstifts auf rechtsrheinischem Gebiet. Nach Auflösung des Amtes Rotenberg 1772 kamen die Orte an das Amt Kislau. Da nun alle Ämter des Hochstifts direkt der Bruchsaler Regierung unterstanden, hatte die Unterscheidung zwischen Amt und Oberamt  keinerlei inhaltliche Bedeutung mehr. 

## Orte des Amtsbezirks am Ende des 18. Jahrhunderts
Folgende 14 Orte gehörten zum Oberamt Kislau: Balzfeld, Dielheim, Horrenberg, Kronau, Malsch, Malschenberg, Mühlhausen, Rotenberg, Rauenberg, Rettigheim, Östringen, Mingolsheim, Langenbrücken und Stettfeld. 

## 1804 bis 1809 badisches Amt
Nach Auflösung des Hochstifts Speyer aufgrund des Reichsdeputationshauptschlusses kam das Gebiet an Baden und es wurde  anhand der Organisationsreskripte vom 14. Dezember 1804 das badische Amt Kislau geschaffen. Das Amt umfasste nun 10 Gemeinden mit 5815 Einwohnern: Dielheim (672 Einwohner), Eschelbach (704), Horrenberg (311), Kronau (306), Malsch (805), Mühlhausen (579), Mingolsheim (1175), Rauenberg (652), Rettigheim (368) und Rotenberg (243). Bei der Amtsauflösung zum 9. Dezember 1809 wurde  Kronau dem Amt Philippsburg, Mingolsheim und das Schloss Kislau dem Zweiten Landamt Bruchsal zugeteilt. Die anderen Orte kamen an  das  Amt Wiesloch.

## Amtsvorstände
- 1340, 1380    Gumpbert Heinrich Glatz (Untervogt)
- 1362, 1384	Georg von Lindau (Faut)
- 1378, 1380    Johann von Beilstein (Amtmann)
- 1431 bis 1440 Hans Rule
- 1448      	Peter von Horrnberg (Faut)
- 1464 bis 1483 Peter Guden (Faut)
- 1489 bis 1503 Hans Rucker (Faut)
- 1507 bis 1537 Niclaus Riebel (Faut)
- 1537 bis 1558 Steffan Riebel (Faut)
- 1558 bis 1570 Franz Anselm (Faut)
- 1571 bis 1582 Wendel Geyer (Faut)
- 1583 bis 1607 Wolpracht Balthasar Has (Faut)
- 1607 bis 1621 Philipp Vaiss (Faut)
- 1622 bis 1634 Johann Georg Am End (Faut)
- 1648 bis 1650 Philipp Adam Wurmgart (Faut)
- 1656         	Jakob Ziegler (Faut)
- 1659 bis 1669 Johann Georg Hetzrodt (Faut)
- 1669         	Johann Daniel Forstner (Faut)
- 1698 bis 1702 Franz Gerhard Wurmgart (Faut)
- 1709 bis 1731 Peter Heinrich Ducherer (Faut)
- 1733 bis 1749 Adrian Philipp Ludwig Wilhelm (Faut)
- 1750 bis 1751 Johann Georg Neckermann (Faut)
- 1751 bis 1762 Losskandt
- 1762 bis 1767 Anselm Adolph von Heddersdorf (Oberamtmann und Faut)
- 1767 bis 1772 Hugo Franz Lotharius von Geismar (Oberamtmann)
- 1772 bis 1774 Heinrich Harthard von Benserad (Oberamtmann und Obermarschall)
- 1774  	Franz Carl von Deuring

ab 1762 gibt es Oberamtmänner die den Titel des Amtsvorstandes tragen und Amtmänner, die die eigentliche Tätigkeit ausfüllen:
- 1762 bis 1766 Johann Ernst Haimb
- 1766 bis 1769 Georg Paul Haimb
- 1769 bis 1773 Georg Adam Woll
- 1780 bis 1781 Franz Alt
- 1782 bis 1789 J. Dedell
- 1792 bis 1794 Theodor Konrad Hartleben
- 1794 bis 1795 Franz Schoch
- 1795 bis 1804 Jacob Friedrich Erbs
- 1804 bis 1809 Philipp Woll (badischer Amtmann)

zusätzlich in der Zeit als Oberamt 1762 bis 1772:
- 1762 bis 1767 Adolf Anselm Gottfried Karl von Heddersdorf (Oberamtmann)
- 1767 bis ...? Hugo Franz Lothar von Geismann (Oberamtmann)

Die Amtskeller seit 1752:
- 1752 bis 1765 Ignaz Valentin Pötz (Amtskeller in der Fautei Kislau)
- 1769 bis 1770 Franz Sebastian Haberkorn (Keller)
- 1773  	Joseph Lauer
- 1775 bis 1777 Johann Baptist Cronacher
- 1777 bis 1788 Georg Adam Hartmann (Keller)
- 1790 bis 1796 Friedrich Reich (Amtskeller)
- 1798 bis 1802 Anton Warnkönig (Amtskeller)